# Trémel
Trémel (bretonisch: Tremael) ist eine französische Gemeinde mit 406 Einwohnern (Stand 1. Januar 2022) im Département Côtes-d’Armor in der Region Bretagne. Sie gehört zum Arrondissement Lannion, zum Kanton Plestin-les-Grèves und ist Mitglied des 2015 gegründeten Gemeindeverbands Lannion-Trégor Communauté. Die Bewohner nennen sich Trémelois(es).

## Geografie
Trémel liegt rund 18 Kilometer (Luftlinie) südwestlich der Kleinstadt Lannion im Norden der Bretagne an der Grenze zum Département Finistère.

## Geschichte
Die Gemeinde entstand im Jahr 1838 aus Teilen der damaligen Gemeinde Plestin-les-Grèves.  

## Bevölkerungsentwicklung
| Jahr                       | 1841 | 1846 | 1876 | 1881 | 1911 | 1921 | 1962 | 1968 | 1975 | 1982 | 1990 | 1999 | 2006 | 2012 |
| Einwohner                  | 1020 | 996  | 1157 | 1098 | 1024 | 909  | 535  | 508  | 465  | 446  | 403  | 393  | 397  | 431  |
| Quellen: Cassini und INSEE |      |      |      |      |      |      |      |      |      |      |      |      |      |      |

Die zunehmende Mechanisierung der Landwirtschaft und die zahlreichen Toten des Ersten Weltkriegs führten zu einem Absinken der Einwohnerzahlen bis auf die Tiefststände in neuerer Zeit.

## Sehenswürdigkeiten
Siehe: Liste der Monuments historiques in Trémel
In diesem Teil der Bretagne setzte sich ein Baustil durch, der Ende des 15. Jahrhunderts von Philippe Beaumanoir kreiert wurde. Neben der Kirche Notre Dame de Trémel wurde die Kirche St-Miliau in Ploumiliau, die Kirche Notre Dame de Trédrez und die Kapelle St-Nicolas bei Plufur (1499) in dem Stil erbaut.